# Красное (Ставропольский край)
Кра́сное — село в Грачёвском районе (муниципальном округе) Ставропольского края России.

## Название
Прежде село называлось Устиновкой или Кононовкой — в честь помещика Конона Устинова. По версии ставропольского краеведа В. Г. Гниловского, происхождение второго наименования связано с тем, что «Устиновым были переселены сюда крестьяне принадлежавшей ему деревни Кононовки». Именем того же помещика была названа и речка Кононовка (ныне — балка Руднева), на которой расположилось село.
Во время гражданской войны 175 местных жителей, перешедших на сторону советской власти, стали красными партизанами. Благодаря этому появилось нынешнее наименование села — Красное.

## География
Расстояние до краевого центра: 38 км.
Расстояние до районного центра: 9 км.
По средней части села, с юга на север проходит балка Руднева:7, впадающая справа в реку Грачёвку.

## История
Основано в 1786 году. В печатных и архивных источниках датой образования села также значатся 1784:150, 1792, 1794 годы.
Населённый пункт основан как помещичья деревня Кононовка (Устиновка) на землях, принадлежавших командиру Хопёрского полка премьер-майору Конону Тимофеевичу Устинову (земельный клин площадью 300 десятин на речках Чле и Кононовке был выделен ему по ордеру князя Г. А. Потёмкина-Таврического от 24 сентября 1775 года и закреплён за ним по рескрипту от 9 мая 1785 года). Для постройки деревни Устинов выбрал место «в красивой балке, куда и перевез свое имущество и подвластных ему людей». В 1780-х годах приблизительно в 17 км к юго-западу от этого участка возникло селение Марьино (Марьевское), названное К. Т. Устиновым по имени его жены Марии.
Согласно «Каталогу земель Кавказской губернии 1819 года», владельческое селение Кононовка Ставропольского уезда с земельным участком в размере 81 дес. числилось за наследниками (внуками) капитана Устинова. По «Азбучным спискам всем церквам, местечкам, селениям, погостам, деревням и хуторам» за 1836 год, Кононовка относилась к Ставропольскому округу Кавказской области и состояла 27 дворов с 232 жителями. В «Списке населённых местностей Ставропольской губернии» за 1859 год она указана как помещичья деревня Устиновка (Кононовка) с 33 дворами и населением 375 человек, располагавшаяся при ручье Минчеле .
В «Списке населённых мест по сведениям на 1873 год» упоминается как деревня временнообязанных крестьян, при ручье Кононовка. По данным того же источника, в ней насчитывалось 43 двора, 282 жителя, один хлебный общественный магазин и два питейных заведения. При деревне находился посёлок Устиновский с двумя жителями. Население деревни и посёлка — великороссы, все православные:7. В списке населённых мест на 1889 год описана как деревня Кононовка (Устиновка), при ручье Лисичке. Согласно указанному источнику, в Кононовке было 85 дворов, 98 жилых строений, сельское управление, хлебный магазин, питейный дом, торговая лавка и две водяных мельницы. Население деревни составляли: по окладным листам — 138 душ мужского пола; по посемейным спискам — 582 души обоего пола.
По данным справочника «Ставропольская губерния в статистическом, географическом, историческом и сельскохозяйственном отношениях» (1897), селение Кононовка состояло из 96 дворов и такого же количества домов. По окладным листам в нём числилось 140 ревизских душ, по семейным спискам 335 мужчин и 317 женщин. Коренные жители — великороссы из Курской губернии и Донской области; иногородние — из Полтавской, Черниговской и Саратовской губерний. Местное население занималось преимущественно земледелием и скотоводством.
Постановлением НКВД от 1 марта 1921 года село Кононовское переименовано в Красное.
В 1924 году здесь действовали сельсовет, партийная и комсомольская ячейки. В том же году в Красном образовалась коммуна «Маяк Социализма».
До 16 марта 2020 года село было административным центром упразднённого Красного сельсовета.

## Население
| 1881  | 1925  | 1926  | 1989  | 2002  | 2010  | 2014  |
| ----- | ----- | ----- | ----- | ----- | ----- | ----- |
| 458   | ↗1228 | ↗1304 | ↗2050 | ↗2361 | ↘2284 | ↗2500 |
| 2021  |       |       |       |       |       |       |
| ↘2298 |       |       |       |       |       |       |

## Инфраструктура
- Культурно-досуговый центр.
- Фельдшерско-акушерский пункт[33]
- 2 общественных открытых кладбища площадью 19 500 м² и 16 000 м²[34]

## Образование
- Детский сад № 7 на 110 мест. Открыт 25 октября 1967 года как сад-ясли[35]
- Средняя общеобразовательная школа № 4 на 416 мест. Открыта 1 октября 1967 года[35]
- Детская музыкальная школа.

## Экономика
- ООО «Красносельское». Основу экономики ООО «Красносельское» определяет растениеводство.
- Торговое и бытовое обслуживание населения села осуществляют 9 торговых точек, две парикмахерские.

## Религия
- Храм св. апостолов Петра и Павла[36].

## Эпидемиология
- Находится в местности, отнесённой к активным природным очагам туляремии[37].

## Люди, связанные с селом
- Поляков, Александр Яковлевич (1921) — участник Великой Отечественной войны 1941—1945 гг., кавалер орденов Ленина, Трудового Красного Знамени[38]

## Памятники
- Братская могила 90 партизан, погибших в годы гражданской войны. 1918—1920, 1977 гг[39].
- Памятник В. И. Ленину. 1952 год[40].